# Scaptodrosophila brincki
Scaptodrosophila brincki är en tvåvingeart som först beskrevs av Toyohi Okada 1988.  Scaptodrosophila brincki ingår i släktet Scaptodrosophila och familjen daggflugor.
Artens utbredningsområde är Sri Lanka. Inga underarter finns listade i Catalogue of Life.